# Кабовердеский гигантский сцинк
Кабовердеский гигантский сцинк, или гигантский сцинк Зелёного Мыса (лат. Chioninia coctei) — крупная вымершая ящерица из семейства сцинковых. Единственный представитель рода гигантских сцинков (Macroscincus).
Обитал на островах Бранко и Разо в архипелаге Зелёного Мыса (Кабо-Верде) у западной оконечности Африки.
Гигантские сцинки обладали сдавленными с боков зубными коронками с несколькими вершинами, что необычно для сцинковых. Ещё одной интересной особенностью этих ящериц является наличие прозрачного «окошка» в нижнем веке.
Питались гигантские сцинки зелёными побегами растений, различными фруктами и ягодами. Хотя эти ящерицы были в основном растительноядными, иногда они, возможно, из-за ухудшения условий или по каким-то другим причинам, поедали птенцов морских птиц. Немецкие герпетологи в начале XX века наблюдали, как эти сцинки поедали птиц в неволе.
У музейных экземпляров кабовердеских гигантских сцинков присутствует пупочное отверстие, предполагающее наличие у этого вида живорождения. Однако есть указания, что гигантские сцинки откладывали яйца.
Исследования митохондриальной ДНК показали, что Macroscincus coctei был наиболее близок к роду Mabuya.
Кабовердеский гигантский сцинк исчез из-за разрушения местообитаний в результате хозяйственной деятельности человека. Эта медлительная, частично древесная ящерица не смогла приспособиться к полупустынным условиям, создавшимся на островах Кабо-Верде после вырубки лесов и завоза на острова домашних животных. Причиной резкого снижения численности вида явилось также употребление его в пищу местным населением и населением с соседних островов, а также сосланными на острова заключёнными.
Гигантский сцинк впервые был привезён в Европу в 1789 году. Несколько сцинков содержались в Базельском зоопарке в 1908 году, а в 1913 году — во Франкфуртском зоопарке. Попытка размножить этот вид в неволе не увенчались успехом и в настоящее время он считается окончательно вымершим.